# Tingerup Tykke
Tingerup Tykke er et mindre skovområde syd for Rønnede på Sjælland. Det er officielt anerkendt som udspring for Susåen, et af Danmarks længste flodløb. Tingerup Tykke ligger på Gisselfeld Gods' jorder.
|  | Denne artikel om lokaliteten Tingerup Tykke kan blive bedre, hvis der indsættes et (bedre) billede. Du kan hjælpe ved at afsøge Wikimedia Commons for et passende billede eller lægge et op på Wikimedia Commons med en af de tilladte licenser og indsætte det i artiklen. |

55°14′06″N 12°00′58″Ø / 55.235117°N 12.016094°Ø